# パイオニアビル (サンフランシスコ)
パイオニアビル（英語: Pioneer Building）は、サンフランシスコの歴史的建造物である。当建物は2185-2199 Folsom Streetと3180 18th Streetに位置している。サンフランシスコの建築家トーマス・J・ウェルシュによって設計され、1902年に建設された。元々は18th Street沿いに隣接する2つの建物であったが、1985年から1986年の改修工事中に1つに統合された。1987年に「Pioneer Trunk Factory--C. A. Malm & Co.」としてアメリカ合衆国国家歴史登録財に登録された。

## 概要
1906年のサンフランシスコ地震による火災で破壊された区域のすぐ外側に位置し、かつてミッション地区の工業建築物の特徴であった大型木造建築の現存する数少ない例の1つである。イタリア風の木造装飾が施されている点は、当時サンフランシスコで建てられた多くのビクトリア朝様式の建物に似ている。しかし、この様式は工場建築物としては珍しく、おそらく周囲の住宅建築物に調和させるために選ばれたものであろうと考えられている。
この工場はもともと自動車用のトランクを製造しており、サンフランシスコのダウンタウンにある2つの店舗で販売されていた（トランクが車の標準装備となる以前）。同名の工場に加えて、建物には当初、角に店舗も併設されていた。
1930年代に工場が廃業した後、建物は倉庫および機械工場として使用された。21世紀には、Stripeのオフィスとして使用されていた時期もあった。2020年には、OpenAIとNeuralinkのオフィスとして使用されていた。OpenAIは2024年8月に建物を退去し、ライバル企業であるxAIが2024年10月に移転してきた。2024年、イーロン・マスクはこの建物を所有していると主張した。